# Nick Gehlfuss
Nicholas Alan 'Nick' Gehlfuss (Cleveland (Ohio), 21 januari 1985) is een Amerikaans acteur.

## Biografie
Gehlfuss werd geboren in Cleveland (Ohio), en groeide op in Chesterland. Hij haalde zijn bachelor of arts in theaterwetenschap aan de Marietta College in Marietta (Ohio) en zijn master of fine arts in acteren aan de Universiteit van Missouri in Columbia (Missouri). Na zijn studie verbleef hij voor twee jaar in New York alvorens naar Los Angeles te verhuizen voor zijn acteercarrière. 
Gehlfuss begon in 2009 met acteren in de film Sam Steele and the Junior Detective Agency, waarna hij nog meerdere rollen speelde in films en televisieseries. 

## Filmografie

### Films
Uitgezonderd korte films.
- 2016 Equity - als Gabe
- 2014 Love & Mercy - als Bruce Johnston
- 2013 In Lieu of Flowers - als Mitch
- 2009 Sam Steele and the Junior Detective Agency - als Martinson Radio (stem)

### Televisieseries
Uitgezonderd eenmalige gastrollen.
- 2015-2023 Chicago Med - als dr. Will Halstead - 163 afl.
- 2015-2023 Chicago Fire - als dr. Will Halstead - 21 afl.
- 2015-2022 Chicago P.D. - als dr. Will Halstead - 22 afl.
- 2015 Power - als Lee - 2 afl.
- 2014 Longmire - als Cameron Maddox - 3 afl.
- 2014 Murder in the First - als Mark Strauss - 3 afl.
- 2014 Shameless - als Robbie Pratt - 6 afl.
- 2013 Robbie Pratt - als Ross Kessler - 4 afl.

- Gemeinsame Normdatei: 1187775096
- International Standard Name Identifier: 0000 0004 6067 4621
- Library of Congress Control Number: no2017065118
- Virtual International Authority File: 188147725041864592871
- WorldCat: E39PBJxcRfqt4kdvW8V963RxjC